# صوفیه کمال
بیگم صوفیه کمال (انگلیسی: Begum Sufia Kamal بنگالی: সুফিয়া কামাল؛ ۲۰ ژوئن ۱۹۱۱–۲۰ نوامبر ۱۹۹۹) شاعر و فعال سیاسی اهل بنگلادش بود. وی در جنبش ناسیونالیستی بنگالی دهه ۱۹۵۰ و رهبر جامعه مدنی در بنگلادش مستقل شرکت کرد. وی در سال ۱۹۹۹ درگذشت و اولین زنی بود که در بنگلادش برای او مراسم خاکسپاری دولتی برگزار شد.

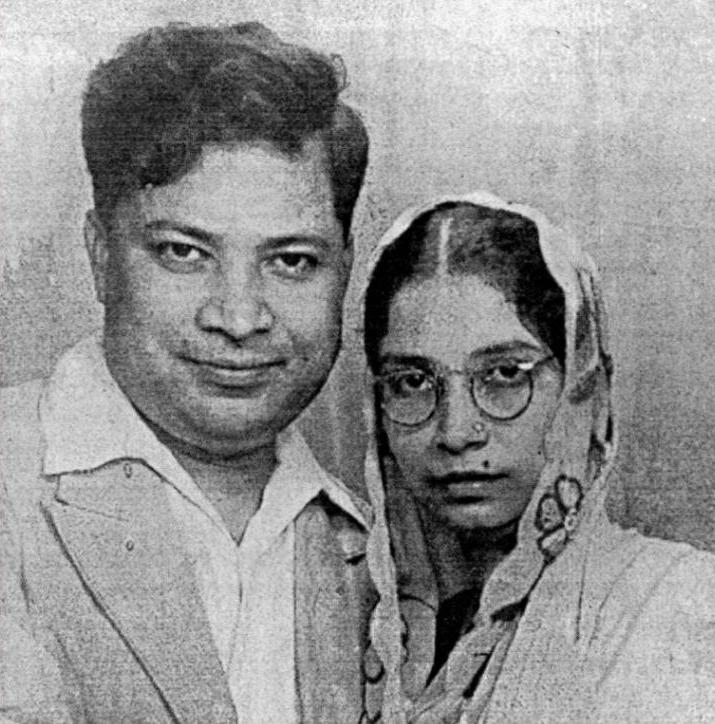
کمال به همراه همسرش کمال الدین احمد (۱۹۳۹)

کمال که در خانوادهای مرفه مسلمان بزرگ شده بود، اجازه نداشت همانند برادر بزرگتر خود ادامه تحصیل دهد. در حالی که پسران به دبیرستان می‌رفتند ، انتظار می‌رفت دختران تا زمان ازدواج در خانه بمانند. بعدها او گفت: «من اجازه یافتم که عربی و کمی فارسی یاد بگیرم، اما نه بنگالی.» او با یادگیری زبان محلی از کارگران خانگی، به نوشتن بنگالی روی آورد و به یک نویسنده مشهور بین‌المللی تبدیل شد. کمال با تشویق مادرش، دانش خود را در کتابخانه بزرگ عموی خود تقویت کرد. او اولین داستان خود را با عنوان عروس سرباز (Sainik Badhu) در ۱۴ سالگی در مجله جوانان (Taroon) منتشر کرد. با ادامه نوشتن او احترام نویسندگان مشهوری مانند رابیندرانات تاگور را به دست آورد و آثار او به انگلیسی و روسی ترجمه شد. در سال ۱۹۴۷، صوفیا کمال اولین سردبیر «مجله بیگم» شد که یک مجله هفتگی برای زنان مسلمان است. وی با مشارکت فعال در نهضت زبان بنگالی، چند سازمان فرهنگی را نیز تأسیس کرد. کار اجتماعی وی با تأسیس ماهیلا پاریشاد بنگلادش (Bangladesh Mahila Parishad)، بزرگترین سازمان زنان در کشور ادامه یافت.

## بزرگداشت
کمال در سال ۲۰۱۰ به عنوان یکی از مشهورترین چهره‌های تاریخ بنگالی شناخته شد و با تغییر نام کتابخانه عمومی ملی داکا به کتابخانه عمومی ملی صوفیه کمال مورد تقدیر قرار گرفت.
در ۲۰ ژوئن ۲۰۱۹ به مناسبت بزرگداشت ۱۰۸مین سالروز تولد صوفیه کمال موتور جستجوی گوگل لوگوی گوگل دودل خود را در بنگلادش تغییر داد.
وی برندهٔ جوایز بسیار ازجمله جایزه اکوشی پاداک شده‌است.